# Kurepalu
Kurepalu – wieś w Estonii, w prowincji Tartu, w gminie Haaslava.